# 1952 في فنزويلا
فيما يلي قوائم الأحداث التي وقعت خلال عام 1952 في فنزويلا.

## سياسة

### انتهاء فترة المنصب
- 23 يناير – أوكتافيو باج عضو مجلس نواب فنزويلا ‏.
- 2 ديسمبر – جيرمان فلاميريش رئيس فنزويلا.

## رياضة
- 1 يناير – الدوري الفنزويلي الممتاز 1952 الفائز La Salle F.C. [الإنجليزية]‏.

## مواليد

### أبريل
- 10 أبريل – فيديريكو أ. مورينو قاضي أمريكي.
- 20 أبريل – غوستافو بونس رياضياتي فنزويلي.

### أغسطس
- 28 أغسطس – كارلوس ماتا

## وفيات

### مايو
- 7 مايو – خوان باوتيستا بيريز (مواليد 1869)